# Joseph H. Silverman
Joseph Hillel Silverman est un théoricien des nombres américain, professeur de mathématiques à l'université Brown, né en 1955.  

## Biographie
Joseph Silverman a obtenu un Sc.B. à l'université Brown en 1977 et un  Ph.D. à l'université Harvard en 1982 sous la direction de John Tate. Il a enseigné au M.I.T. (1982-1986) en tant que Moore Instructor et à l'université de Boston (1986-1988), avant d'occuper le poste à Brown en 1988.
Silverman a travaillé en théorie des nombres, géométrie arithmétique, dynamique arithmétique (en) et en cryptographie. Il a publié plus de 100 articles de recherche et écrit ou coécrit six livres. En 1996, Silverman fonde, avec Jeffrey Hoffstein, Jill Pipher et Daniel Lieman, la société NTRU Cryptosystems pour commercialiser leurs algorithmes cryptographiques NTRUEncrypt et NTRUSign (en).
En 2012 il devient fellow de l'American Mathematical Society (AMS). Parmi ses doctorants figure Michelle Manes.

## Livres
Silverman a écrit deux livres au niveau maîtrise (« graduate ») sur les courbes elliptiques : The Arithmetic of Elliptic Curves (1986) et Advanced Topics in the Arithmetic of Elliptic Curves (1994). Pour ces livres, il a obtenu le prix Leroy P. Steele de l'AMS dans la catégorie de « vulgarisation mathématique ». Silverman a aussi écrit trois livres de niveau licence (« undergraduate ») : Rational Points on Elliptic Curves (1992), avec John Tate,  A Friendly Introduction to Number Theory (3e édition 2005) et  An Introduction to Mathematical Cryptography (2008), avec Jeffrey Hoffstein et Jill Pipher). Deux autres livre de niveau maîtrise sont Diophantine Geometry: An Introduction (2000), avec Marc Hindry et The Arithmetic of Dynamical Systems (2007).

## Publications
- Marc Hindry et Joseph H. Silverman, Diophantine Geometry : An Introduction, Springer, 2000, 561 p. (ISBN 0-387-98981-1, lire en ligne)[6].
- (en) Gary Cornell, Joseph H. Silverman et Glenn H. Stevens, Modular Forms and Fermat's Last Theorem, New York, Springer, 1997, 582 p. (ISBN 0-387-94609-8, lire en ligne)[7].
- (en) Jeffrey Hoffstein, Jill Pipher et Joseph H. Silverman, An Introduction to Mathematical Cryptography, New York-London, Springer, 2008, 523 p. (ISBN 978-0-387-77993-5).
- Joseph H. Silverman, The Arithmetic of Elliptic Curves, Springer-Verlag, coll. « GTM » (no 106), 1986, 400 p. (ISBN 978-0-387-96203-0, zbMATH 0585.14026)[8],[9].
- Joseph H. Silverman, Advanced Topics in the Arithmetic of Elliptic Curves, New York, Springer-Verlag, 1994, 525 p. (ISBN 0-387-94328-5, lire en ligne).
- (en) Joseph H. Silverman, The Arithmetic of Dynamical Systems, New York, Springer, 2007, 511 p. (ISBN 978-0-387-69903-5, lire en ligne).
- Joseph H. Silverman, A Friendly Introduction to Number Theory, Upper Saddle River, New Jersey, Pearson Prentice Hall, 2006, 434 p. (ISBN 978-0-13-186137-4).
- (en) Joseph H. Silverman et John Tate, Rational Points on Elliptic Curves, New York, Springer-Verlag, 1992, 281 p. (ISBN 0-387-97825-9, lire en ligne).